# ابوبکر طوسی
شیخ ابوبکر بن عبدالله طوسی مشهور به شیخ ابوبکر نسّاج از عرفای قرن چهارم و پنجم هجری قمری است. با توجّه به نام و سلوک و تربیت معنوی اش، احتمالاً در منطقهٔ طوس به دنیا آمده و تمام یا بخشی از عمر وی در آنجا گذشته است. عبدالرحمن جامی در نفحات الانس وی را مرید و جانشین شیخ ابوالقاسم گرّکانی و با ابوبکر دینَوَری (متوفی ۴۶۸ ه. ق) همصحبت دانسته است. حاج زین العابدین شیروانی ملقّب به مست علیشاه در بستان السّیاحه و رضاقلی خان هدایت در ریاض العارفین نیز شیخ احمد غزالی طوسی را مرید و جانشین وی در طریقت معرفی کرده‌اند. 
وی پس از درگذشت مرشد خود، شیخ ابوالقاسم گرّکانی، مدت سی و هفت سال جانشین وی بود. درگذشت شیخ ابوبکر نساج طوسی به سال ۴۸۷ ه. ق بوده است و چنان‌که گذشت وی شیخ احمد غزالی طوسی را به جانشینی خود برگزید. این بیت در مادّه تاریخ وفات وی گفته شده:
| چو از دار فنا بوبکر نساج |  | بقا می‌یافت اندر قرب محبوب |
| چو سال ارتحال او بخواهی  |  | بگو قطب جهان بوبکر محبوب  |

نساج همچنین با ابوعلی فارمدی (متوفی ۴۷۷ ه. ق) مصاحب و معاشر بوده است که هر دو از مریدان خاص شیخ ابوالقاسم گرّکانی بودند. در برخی از تذکره‌های عرفانی شرح مختصری از زندگی او آورده شده امّا با این حال هنوز شرح مفصّل و مبسوطی در بارهٔ وی به دست نیامده است.

## ذکر شیخ ابوبکر نساج در تذکره‌های عرفانی
عبدالرحمن جامی در نفحات الانس در ذیل عنوان شیخ ابوبکر بن عبدالله الطوّسی النسّاج، رحمه الله تعالی چنین آورده است: «وی نیز از اصحاب شیخ ابوالقاسم کُرّگانی است و با ابوبکر دینوری نیز صحبت داشته است. گویند که در بدایت طلب مجاهدهٔ بسیار کشید و مجاهدهٔ وی به مشاهده نینجامید. به درگاه خداوند تعالی بنالید؛ به سّرّش ندا کردند که: «نساّج! با درد طلب قناعت کن تو را با یافت چه کار؟».
حاج زین العابدین شیروانی ملقّب به مست علیشاه در بستان السّیاحه در ضمن شرح حال شیخ احمد غزالی طوسی بیان می‌کند: «وی مرید شیخ ابوبکر عبدالله نساج الطوسی بوده، و شیخ ابوالفضل بغدادی و عین القضاة همدانی و شیخ نجیب الدین سهروردی کسب طریقت در خدمت آن حضرت نموده‌اند...»
رضاقلی خان هدایت نیز در ریاض العارفین در ضمن شرح حال شیخ احمد غزالی طوسی چنین می‌گوید: «غرض، جناب شیخ[احمد غزالی طوسی] از اکابر اهل علم و حال و از اعاظم محققین و مرید شیخ ابوبکر نساج طوسی می‌باشد...

## سلسله خرقه (قطبیت) ابوبکر نساج
شاه نعمت‌الله ولی سلسله خرقه خود تا حسن بصری و علی ابن ابیطالب را در یک مثنوی بیان می‌ٔذارد. در آن مثنوی سلسله قطبیت ابوبکر نساج که از اقطاب قبل از وی بود را چنین بیان می‌دارد: 
| شیخ ما کامل و مکمل بود       |  | قطب وقت و امام عادل بود    |
| گاه ارشاد چون سخن گفتی       |  | درّ توحید را نگو سفتی       |
| یافعی بود نام عبدالله        |  | رهبر رهروان آن درگاه       |
| ...                          |  | ...                        |
| خرقه‌اش پاره بود و او بکر است |  | زانکه نساج آن ابی‌بکر است   |
| پیر نساج شیخ ابوالقاسم       |  | مرشد عصر و ذاکر دایم       |
| باز شیخ بزرگ ابوعثمان        |  | که نظیرش نبود در عرفان     |
| ...                          |  | ...                        |
| باز شیخ سری بود معروف        |  | چون سری سرّ او به او مکشوف  |
| او ز موسی جواز احسان یافت    |  | کفر بگذاشت نقد ایمان یافت  |
| یافت خدمت امام مجال          |  | بود بواب درگهش ده سال      |
| ...                          |  | ...                        |
| پیر بصری ابوالحسن باشد       |  | شیخ شیخان انجمن باشد       |
| یافت او صحبت علی ولی         |  | گشت منظور بندگی علی        |
| خرقه او هم از رسول خداست     |  | این چنین خرقه‌ای لطیف کراست |

بر این اساس دراویش سلسله نعمت‌اللهی سلسله خرقه ابوبکر نساج را چنین دانند:
علی ابن ابیطالب>>حسن بصری>>حبیب عجمی>>داود طائی>>معروف کرخی>>سری سقطی>>جنید>>ابوعلی رودباری>>ابوعلی کاتب>>ابوعثمان مغربی>>ابوالقاسم کرگانی>>ابوبکر نساج
سلسله دراویش گنابادی ابوبکر نساج را ششمین قطب این سلسه بعد از غیبت کبرای امام دوازدهم به‌شمار می‌آورند.